# James Foley (Journalist)

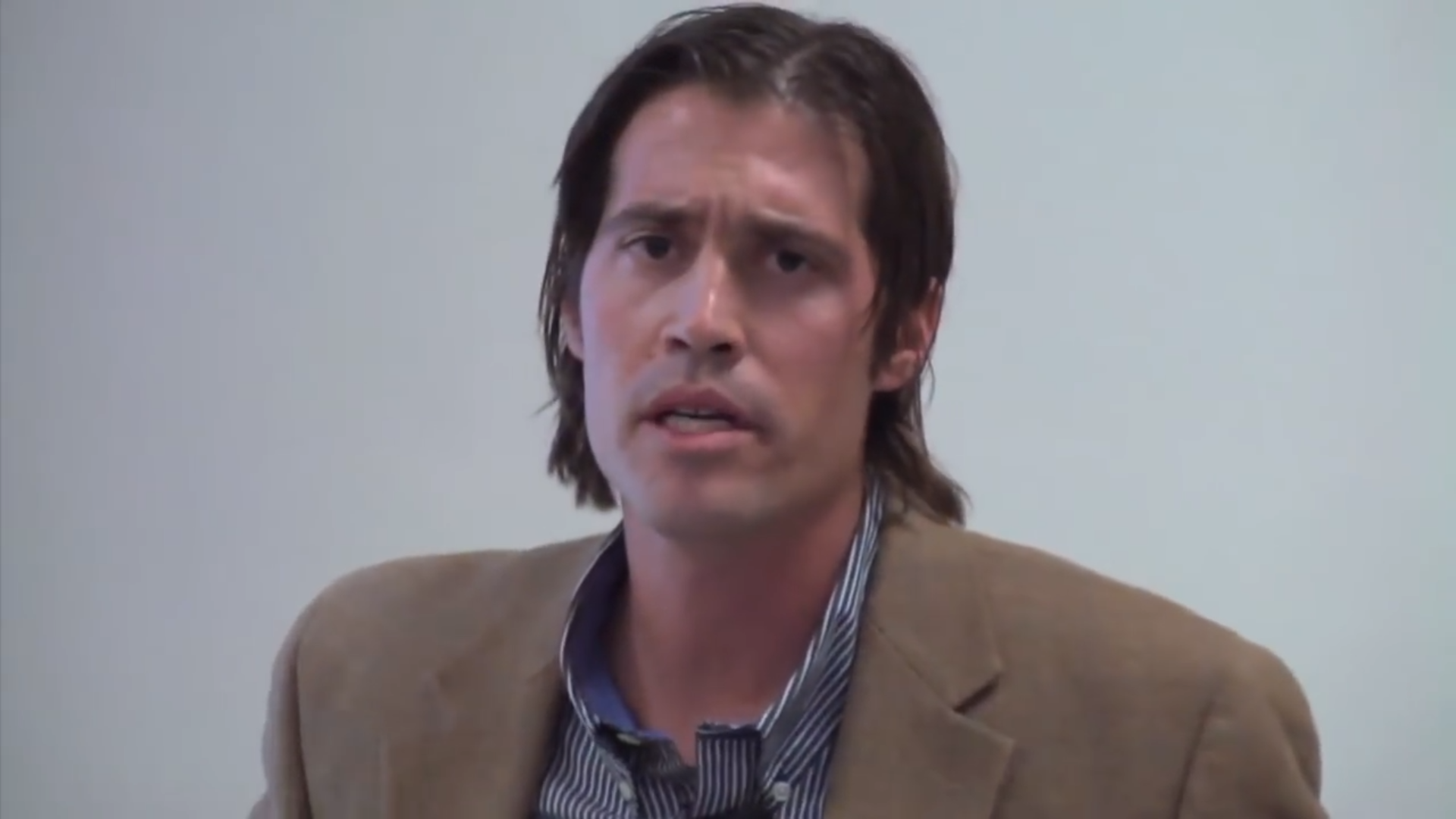
James Foley (2012)

James Wright Foley (* 18. Oktober 1973 in Evanston, Illinois; † August 2014) war ein US-amerikanischer Journalist. Er wurde 2012 in Syrien entführt und im August 2014 von einem Mitglied der Terrororganisation Islamischer Staat enthauptet.

## Leben
James Foley stammte aus Rochester, New Hampshire, und wuchs als ältestes von fünf Geschwistern auf. Sein Studium an der Marquette University schloss er 1996 ab. Foley studierte zunächst Geschichte und Kreatives Schreiben. Er arbeitete als Lehrer, bevor er sich dem Journalismus zuwandte. Bis 2008 studierte er an der Medill School of Journalism der Northwestern University.
Foley berichtete von der Front als Embedded Journalist bei den US-Truppen im Irak und in Afghanistan. Zuletzt arbeitete er als Kriegsreporter unter anderem für die französische Nachrichtenagentur AFP und für die Nachrichtenseite GlobalPost aus Boston, die sich insbesondere mit der Berichterstattung aus dem Nahen Osten befasst. Zudem wirkte er an dem mehrfach ausgezeichneten Dokumentarfilm E-Team der Regisseure Ross Kauffman und Kate Chevigny mit und begleitete Menschenrechtsaktivisten von Human Rights Watch in Krisengebieten bei ihrer Arbeit.
2011 wurde er während des libyschen Bürgerkriegs für sechs Wochen festgenommen, weil Truppen von Muammar al-Gaddafi ihn für einen Spion hielten. Gleichzeitig mit ihm wurden zwei weitere Journalisten gefangen genommen, die Amerikanerin Claire Gillis und der Spanier Manu Brabo. Bei der Festnahme erschossen die Soldaten den südafrikanisch-österreichischen Fotojournalisten Anton Hammerl. Foley organisierte eine Auktion bei Christie’s in London, deren Erlös der Witwe und den Kindern Hammerls zugutekam. Als im August 2011 Muammar al-Gaddafi gestürzt wurde, arbeitete Foley bereits wieder in Libyen. Zusammen mit der GlobalPost-Korrespondentin Tracey Shelton war er in Sirte am Tatort der Gefangennahme und Tötung Gaddafis im Oktober 2011 zugegen.
Im Jahr 2012 hielt sich Foley in Syrien auf, wo er im Sommer im Dar al-Shifa Hospital in Aleppo die Arbeit der Ärzte filmte und eine Spendensammlung für einen neuen Rettungswagen organisierte.

## Geisel in Syrien
Am 22. November 2012 war Foley mit dem befreundeten britischen Korrespondenten John Cantlie in einem umkämpften Gebiet nahe der syrischen Stadt Binesch unterwegs. Nach dem Besuch eines Internetcafés auf dem Rückweg zur türkischen Grenze wurden sie gemeinsam mit ihrem Übersetzer aus einem Taxi entführt. Der Übersetzer und der Taxifahrer wurden freigelassen, von Foley und Cantlie fehlte zunächst jede Spur.
Die beiden Männer wurden später Teil einer Geiselgruppe unter IS-Kontrolle, in der die Islamisten mehrheitlich westliche Journalisten und Mitarbeiter von Hilfsorganisationen ansammelten. Während manche der über 20 Verschleppten aus Ländern wie Frankreich, Spanien, Italien und Dänemark gegen Zahlungen von Lösegeld freikamen, verblieben die US-amerikanischen und britischen Geiseln in Gefangenschaft, weil ihre Regierungen Verhandlungen mit Terroristen generell ablehnen.
Die Entführten wurden wiederholt schwerer Misshandlung und Folter unterzogen. Nach einem erfolglosen Fluchtversuch erhielten Foley und Cantlie eine verschärfte Strafbehandlung, die auch Waterboarding, Taserbeschuss und Scheinhinrichtungen umfasste. Insbesondere Foley wurde als US-amerikanische und prominenteste Geisel beständiges Opfer von Gewaltexzessen und Psychoterror.

## Tod
In der Nacht auf den 19. August 2014 wurde bei YouTube ein etwa fünfminütiger Film eingestellt, der Foleys Enthauptung durch ein Mitglied der Terror-Miliz Islamischer Staat zeigen soll. Zu Beginn des Videos forderte Foley die US-Amerikaner auf, die Bombardierung von IS-Zielen zu stoppen. Foley trug dabei einen orangefarbenen Anzug wie ein Guantanamo-Häftling. Seine letzten Worte waren an die US-Regierung gerichtet, die sein „wahrer Mörder“ sei, und an seinen Bruder John, der die Auswirkungen seines Jobs als Bomberpilot der US Air Force überdenken solle.
Im Anschluss begann eine vermummte Person, die auch in späteren Videos auftauchte und von der britischen Presse den Spitznamen Jihadi John erhielt, mit der Enthauptung Foleys. Die Tat selbst war nicht zu sehen, nur der enthauptete Leichnam Foleys. Danach wurde ein zweiter entführter Journalist, Steven Joel Sotloff, vorgeführt und mit seiner Tötung gedroht (ein Video, in dem Sotloffs mutmaßliche Enthauptung ansatzweise zu sehen ist, erschien am 2. September 2014), sollten die Vereinigten Staaten ihre Luftangriffe nicht stoppen.
Britische Forensiker bezweifelten, dass in dem Video von August 2014 tatsächlich die Tötung Foleys zu sehen ist, gingen aber davon aus, dass er kurz danach ermordet wurde. Auch Jeff Smith vom National Center for Media Forensics in Denver war der Meinung, die Videos von Foley und Sotloff seien „gestellt“, die Bilder der enthaupteten Leichen allerdings echt.

## Reaktionen
Der frühere Chef des US-Geheimdienstes CIA, Michael Morell, sprach vom „ersten IS-Terroranschlag auf die USA“. Der britische Außenminister Philip Hammond sprach angesichts des Videos von „absolutem Horror“. Der französische Präsident François Hollande schlug eine internationale Konferenz zur Bekämpfung der Extremisten vor, der französische Außenminister Laurent Fabius rief alle Länder der Region, darunter den Iran, zum gemeinsamen Handeln gegen die IS-Kämpfer auf.
Das Pentagon räumte am 21. August einen gescheiterten Rettungsversuch ein. Demnach hatten Spezialkräfte im Juli versucht, Foley und Cantlie sowie mehrere entführte Amerikaner (darunter auch Sotloff, Peter Kassig und Kayla Mueller) in ar-Raqqa zu befreien. An der Operation waren Luft- und Bodeneinheiten beteiligt. Da die Geiseln offenbar kurz zuvor verlegt worden waren, konnten sie nicht aufgespürt werden. Stattdessen gerieten mehrere Dutzend Soldaten einer Spezialeinheit in ein Feuergefecht mit IS-Kämpfern, wobei mehrere IS-Anhänger getötet wurden, jedoch keine Amerikaner.
Foleys Entführer hatten zuvor 100 Millionen Euro Lösegeld für seine Freilassung gefordert, das die US-Regierung nicht zu zahlen bereit war. Etwa eine Woche vor Veröffentlichung des Videos war Foleys Familie von den Entführern per E-Mail über die bevorstehende Ermordung informiert worden. Nach Angaben der Mutter sei die Familie von der US-Regierung „vor juristischen Maßnahmen gewarnt“ worden, sollte die Familie Lösegeld für ihren Sohn zu beschaffen versuchen.

## Posthume Ehrungen
Am 23. Oktober 2014 wurde James Foley posthum der Oxi Day Award verliehen. Foley war vom ehemaligen US-Präsidenten Bill Clinton nominiert worden, der auch die Einführungsrede hielt, bevor die Auszeichnung an Foleys Eltern übergeben wurde. Der Song The Empty Chair des Duos J. Ralph und Sting aus der Doku Jim Foley – Realität des Terrors wurde 2017 für den Oscar nominiert. Die Doku des Dokumentarfilmers Brian Oakes zeichnet Leben und Tod Foleys nach.

## Buchpublikation
- Colum McCann mit Diane Foley: American mother, London ; Oxford ; New York ; New Delhi ; Sydney : Bloomsbury Publishing, 2024, ISBN 978-1-5266-6348-1
- Colum McCann mit Diane Foley: American Mother, Eine Geschichte von Hass und Vergebung, Rowohlt 10.12.2024, ISBN 978-3-498-00386-9